# マリナ・アニシナ
マリナ・ヴャチェスラヴォヴナ・アニシナ（ロシア語: Мари́на Вячесла́вовна Ани́сина、1975年8月30日 - ）は、ロシア出身、フランスの女性フィギュアスケート選手で現在はコーチ。2002年ソルトレイクシティオリンピックアイスダンス金メダリスト。2000年世界フィギュアスケート選手権優勝。パートナーはグウェンダル・ペーゼラ、イリヤ・アベルブフ、セルゲイ・サフノフスキー。

## 人物
父はソヴィエト連邦のアイスホッケー選手としてヨーロッパ王者、世界王者を経験したヴャチェスラフ・アニシン。母は1972年札幌オリンピック6位入賞の実績を持つイリーナ・チェルニヤエワで現在はマリナとともにリヨンでコーチとして活動中。赤色のロングヘアーが特徴。
ロシアにおいてセルゲイ・サフノフスキー、次いでイリヤ・アベルブフと組んだ。キャリアの後半はフランスへ渡りグウェンダル・ペーゼラと組む。
2008年2月、ウクライナ出身のチェチェン系でロシアを中心に活躍している歌手のニキータ・ジグルダーと結婚した。

## 経歴

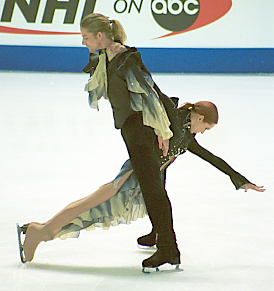
2001年GPファイナルでのアニシナ & ペーゼラ

アベルブフとは1990年と1992年の2回、世界ジュニアフィギュアスケート選手権に出場している。しかしその後アベルブフがイリーナ・ロバチェワと恋に落ちてしまい、アベルブフはロバチェワと新たにチームを結成してしまう。後に2人は結婚。
パートナーを失ったアニシナは必死で新たなパートナーを探し、1993年にフランスのグウェンダル・ペーゼラとチームを結成。その後アニシナはフランス国籍を取得してフランス代表となり、チームは強豪の一つと認知されるようになる。当時の最大のライバルはカナダ代表のシェイ＝リーン・ボーン&ヴィクター・クラーツ組であった。また彼等より実力が上のチームとしてはパーシャ・グリシュク&エフゲニー・プラトフ組、アンジェリカ・クリロワ&オレグ・オフシアンニコフ組があった。
1996-1997シーズンより女性のアニシナが男性のペーゼラをリフトするという珍しい技を見せるようになる。
1998年の長野オリンピックでは銅メダルであったが、2002年のソルトレークシティオリンピックではかつてのパートナーであったロバチェワ&アベルブフ組を僅差で抑えて優勝を飾った。なお、この時に彼女らのチームは、ペア競技における採点操作疑惑に巻き込まれてもいる（詳しくは「2002年ソルトレークシティオリンピックのフィギュアスケート・スキャンダル」の項を参照）。
引退後はプロスケーターとして活躍する一方、コーチや振付師としても活動している。
2013年6月、12シーズンぶりに競技への復帰を決めた。現在は政治家でもあるパートナーのペーゼラ、フランス氷上競技連盟も乗り気であったが、結局準備不足で断念した。

## 主な戦績
- 1992-1993シーズンからはグウェンダル・ペーゼラとのカップル
- 1991-1992シーズンまではイリヤ・アベルブフとのカップル

| 大会/年            | 1989-90 | 1990-91 | 1991-92 | 1993-94 | 1994-95 | 1995-96 | 1996-97 | 1997-98 | 1998-99 | 1999-00 | 2000-01 | 2001-02 |
| ------------------ | ------- | ------- | ------- | ------- | ------- | ------- | ------- | ------- | ------- | ------- | ------- | ------- |
| オリンピック       |         |         |         |         |         |         |         | 3       |         |         |         | 1       |
| 世界選手権         |         |         |         | 10      | 6       | 4       | 5       | 2       | 2       | 1       | 2       |         |
| 欧州選手権         |         |         |         | 12      | 5       | 4       | 4       | 3       | 2       | 1       | 2       | 1       |
| GPファイナル       |         |         |         |         |         | 3       | 3       | 3       | 2       | 1       |         | 2       |
| GPラリック杯       |         |         |         | 3       | 1       | 2       | 1       | 2       | 1       | 1       | 1       | 1       |
| GP NHK杯           |         |         |         | 5       | 3       | 1       | 2       |         | 1       | 1       | 1       | 1       |
| GPスケートカナダ   |         |         |         |         |         | 2       | 2       |         |         |         | 1       |         |
| GPスケートアメリカ |         |         |         |         | 2       |         |         |         | 1       |         |         |         |
| GPネイションズ杯   |         |         |         |         | 1       |         |         | 2       |         |         |         |         |
| ネペラ記念         |         |         |         | 1       |         |         |         |         |         |         |         |         |
| 世界Jr.選手権      | 1       | 4       | 1       |         |         |         |         |         |         |         |         |         |